# 坎迪杜-罗德里格斯
坎迪杜-罗德里格斯是巴西圣保罗州的一个市镇。总面积69.523平方公里，总人口2824人，人口密度40.6人/平方公里。